# 宇佐美忠信
宇佐美 忠信（うさみ ただのぶ、1925年10月31日 - 2011年11月10日）は、日本の労働運動家。ゼンセン同盟会長、富士社会教育センター理事長、日本会議代表委員などを歴任した。位階は従三位。

## 略歴
東京都出身。高千穂経済専門学校（現高千穂大学）を卒業。
1946年、富士紡績に入社。世界民主研究所で鍋山貞親の反共主義に影響を受け、全繊同盟の結成に参加した。
1971年、全繊同盟会長に就任。1980年、全日本労働総同盟会長に就任。1987年、全日本労働総同盟を解散し、全日本民間労働組合連合会（連合）の結成により副会長に就任した。
国際自由労連副会長、国際労働財団理事長、富士社会教育センター理事長、日本会議代表委員などを務めた。
1988年、藍綬褒章受章。1996年、勲一等瑞宝章受章。
2011年11月10日、肺炎のため死去。86歳没。没日付で従三位に叙せられた。

## 著書
- 和して同ぜずー私と労働運動（富士社会教育センター、1998年）

- 志に生きる―足は職場に、胸には祖国を、眼は世界へ（富士社会教育センター、2003年）